# Rakowo (wieś w powiecie gnieźnieńskim)
Rakowo – wieś w Polsce położona w województwie wielkopolskim, w powiecie gnieźnieńskim, w gminie Czerniejewo. 
| SIMC    | Nazwa   | Rodzaj    |
| ------- | ------- | --------- |
| 0581824 | Brzózki | część wsi |
| 0581830 | Lipki   | część wsi |

Skrajem wsi przebiega Szlak Piastowski.
W latach 1975–1998 miejscowość należała administracyjnie do województwa poznańskiego.